# Кураев, Андрей Вячеславович
Андре́й Вячесла́вович Кура́ев (род. 15 февраля 1963, Москва) — российский религиозный и общественный деятель, богослов, философ, специалист в области христианской философии, публицист, блогер, церковный учёный. До апреля 2023 года был священнослужителем Русской православной церкви в сане протодиакона. С 3 апреля 2024 года — клирик Константинопольской церкви (с июля 2024 года в клире Экзархата Вселенского Патриархата в Литве).
Автор первого из учебников по Основам православной культуры, вошедших в федеральный перечень по этому предмету, один из авторов книги «Человек. Философско-энциклопедический словарь». Бывший протодиакон храма Архангела Михаила в Тропарёве Московской городской епархии Русской православной церкви.
Кандидат философских наук (1994), кандидат богословия (1995). В 2004—2013 годах — профессор Московской духовной академии. Старший научный сотрудник кафедры философии религии и религиоведения философского факультета МГУ (до 2014 года читал лекции).
29 декабря 2020 года решением Епархиального суда Москвы был лишён сана, каковое решение вступило в силу после его утверждения патриархом Московским и всея Руси Кириллом 28 апреля 2023 года. Сам Кураев решение не признал, ссылаясь на то, что к моменту лишения сана он уже не был под юрисдикцией Московской епархии и, как следствие, решения патриарха Кирилла как правящего архиерея Московской епархии на него не распространяются. 3 апреля 2024 года Вселенский патриарх Варфоломей восстановил его в священном сане.
Творчество и деятельность Кураева вызывают самые разные оценки: от наград за миссионерскую деятельность и усилия в деле единения, солидарности и терпимости до обвинения в разжигании межэтнических и межрелигиозных конфликтов и отрицательных оценок со стороны представителей как православия (и иных христианских конфессий), так и других религий и мировоззрений.

## Биография

### Детство и образование
Родился 15 февраля 1963 года в Москве. В детстве несколько лет жил в Праге, где работали его родители. Семья Кураевых была неверующей. Отец, Вячеслав Кураев, был секретарём директора Института философии АН СССР члена ЦК КПСС и главного куратора советской философии со стороны партии академика Петра Федосеева, а мать — Вера Трофимовна Бондарец (Кураева), работала в секторе диалектического материализма Института философии.
В старших классах школы Андрей Кураев выпускал стенную газету «Атеист». Член ВЛКСМ с 1977 года. В 1979 году, будучи 16 лет от роду, он поступил на философский факультет МГУ имени М. В. Ломоносова, на третьем курсе выбрав специализацию по кафедре истории и теории научного атеизма. Член Философского общества СССР с 1982 года.
29 ноября 1982 года крестился в храме Рождества Иоанна Предтечи на Пресне. По собственному признанию, на приход к вере оказало знакомство на третьем курсе университета с творчеством Фёдора Достоевского, и в частности с романом «Братья Карамазовы» и входящей в него «легендой о Великом инквизиторе».
В 1984 году с отличием окончил МГУ, где научным руководителем его дипломной работы был Кирилл Никонов, а затем поступил в (но не окончил) аспирантуру сектора современной зарубежной философии Института философии АН СССР, где его научным руководителем была Тамара Кузьмина.
В 1985 году был принят на должность вахтера в Московской духовной академии (МДА). Проработав на указанной должности год, осуществил давнее желание и поступил (по рекомендации протоиерея Георгия Бреева) в Московскую духовную семинарию. На поступление повлиял специалист по древнерусской литературе В. А. Грихин, который ранее готовил Кураева к поступлению в МГУ. Но учиться там пришлось мало: до крупного пожара в 1986 году, после чего пришлось работать на стройке. Затем ректор академии снова взял Кураева в свой штат.
В 1988 году окончил Московскую духовную семинарию. Тогда же вышли первые богословские публикации. Первую статью опубликовал под псевдонимом Андрей Пригорин в самиздатском журнале «Выбор» (который издавали Виктор Аксючиц и Глеб Анищенко). В августе 1988 года вышла первая статья под своим именем в «Московских новостях» и первая публикация в церковной прессе, а также в «Вопросах философии».

### Церковное служение в РПЦ
В 1988—1990 годах учился на факультете православного богословия Бухарестского университета. 8 июля 1990 года в Патриаршем соборе Бухареста патриархом Феоктистом был рукоположён в сан диакона.
По одним данным, по возвращении из Румынии с 1990 по 1993 годы работал референтом патриарха Алексия II.
По другим данным, с сентября 1990-го по 1992-й год был официальным пресс-секретарём и спичрайтером патриарха Алексия II.

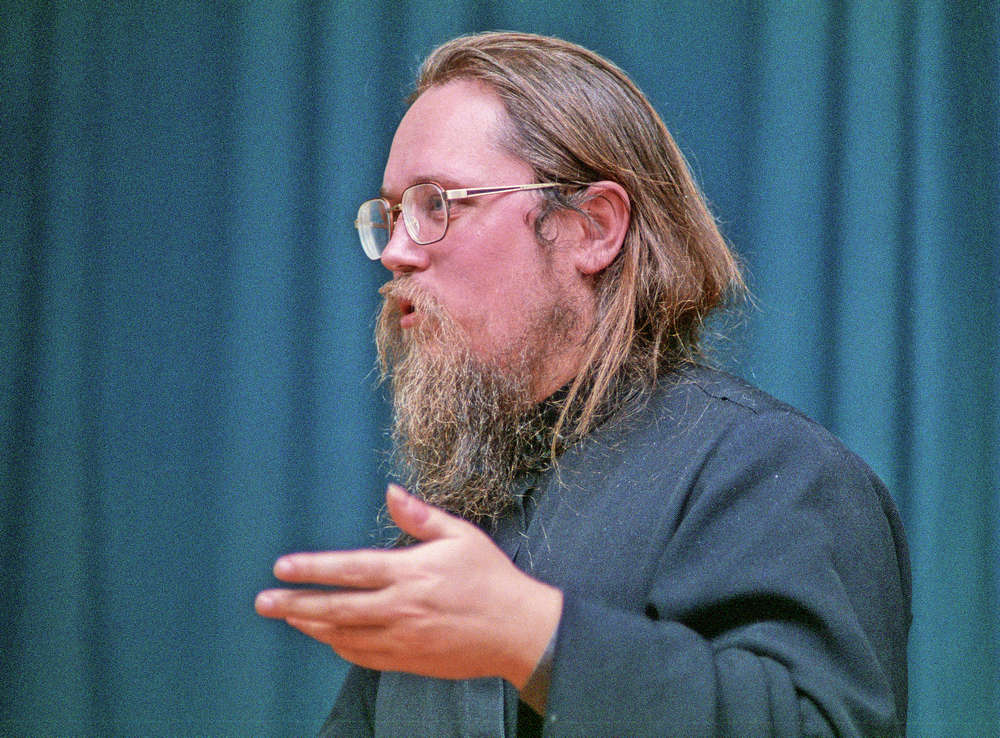
Андрей Кураев на встрече с переславцами в переславской гимназии, 1997

Осенью 1991 года начал преподавание на факультете журналистики МГУ.
В 1992 году окончил МДА. В 1993—1996 годах — декан философско-богословского факультета Российского православного университета святого Иоанна Богослова. По собственным воспоминаниям, «был одним из создателей Российского Православного университета, деканом его философско-богословского факультета. Соответственно, у меня появилась возможность создать университет своей мечты. Говорят, каждый писатель пишет ту книжку, которую он мечтал бы просто прочитать. Так и я: создавал университет, в котором сам мечтал бы учиться. Более того, был один человек, который помогал деньгами, и благодаря ему я мог приглашать штучно профессоров, у которых и сам готов был слушать лекции. И вот они для моих ребят читали».
В 1994 году в Институте философии РАН под научным руководством Павла Гуревича защитил диссертацию на соискание учёной степени кандидата философских наук по теме «Философско-антропологическое истолкование православной концепции грехопадения». В 1995 году защитил диссертацию «Традиция. Догмат. Обряд» на соискание степени кандидата богословия в Московской духовной академии. В 1996 году патриархом Алексием II по представлению учёного совета РПУ был назначен профессором богословия.
В 1995 году участвовал вместе с группой интеллектуалов (Сергей Чернышёв, Андрей Белоусов, Вячеслав Глазычев, Сергей Кургинян, Владимир Махнач, Вадим Радаев, Шамиль Султанов и другие) в сборнике «Иное. Хрестоматия нового российского самосознания».
С 1996 года — профессор Свято-Тихоновского православного богословского института (с 2004 года — Православный Свято-Тихоновский гуманитарный университет), где заведовал кафедрой основного богословия и апологетики. Являлся старшим научным сотрудником кафедры философии религии и религиоведения философского факультета МГУ. С осеннего семестра 2004 года по декабрь 2013 года основное место работы — Московская духовная академия и семинария (МДАиС).
12 марта 2002 года решением Синода он включён в состав редакционной коллегии сборника «Богословские труды», 24 декабря 2004 года — в состав Синодальной богословской комиссии, 31 марта 2009 года — в состав созданного тогда же Церковно-общественного совета по защите от алкогольной угрозы.
Член экспертно-консультационного совета по проблемам свободы совести при Комитете Государственной думы РФ по делам общественных организаций и религиозных объединений.
Вплоть до конца 2007 года служил в храме Рождества Иоанна Предтечи на Пресне, затем — в храме Архангела Михаила в Тропарёве.
5 апреля 2009 года во время литургии в Исаакиевском соборе был возведён патриархом Кириллом в сан протодиакона с возложением двойного ораря и камилавки за активное миссионерское служение и работу с молодёжью.

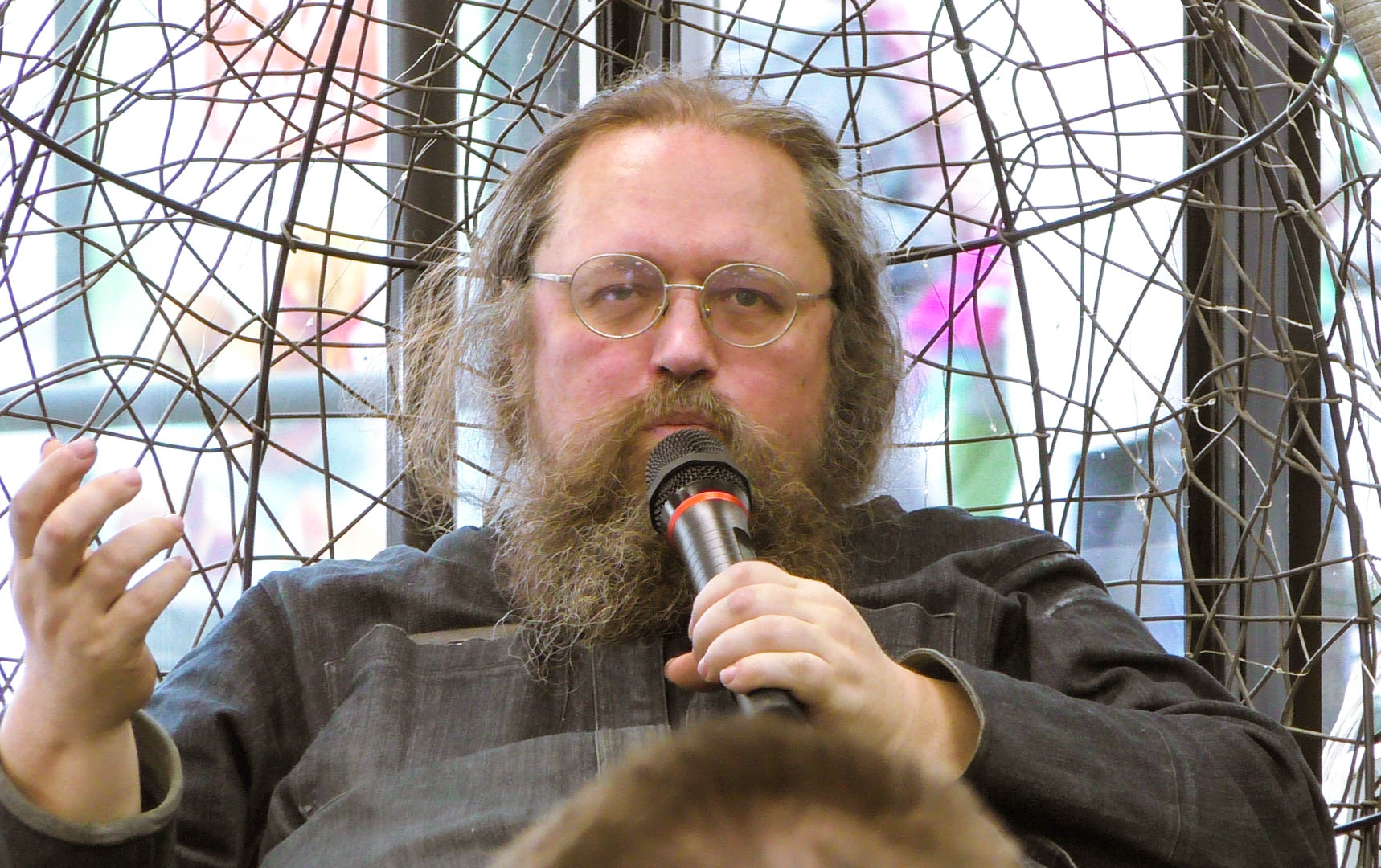
Андрей Кураев на встрече с читателями, 2017

С 27 июля 2009 года член Синодальной богословской комиссии и Межсоборного присутствия Русской православной церкви.
По задумке режиссёра Валерия Отставных, религиоведа, сотрудника миссионерского отдела Тульской епархии, на областной православной видеостудии «Свет» был снят документальный фильм под названием «48 часов из жизни диакона Андрея Кураева», повествующий о миссионерской поездке в Тулу. В основу фильма были положены впечатления съёмочной группы, а также рассказ героя фильма о себе. По словам Отставных, мысль создать подобную киноленту возникла от желания показать образ современного миссионера, живущего в XXI веке. Режиссёр фильма отметил, что «для кого-то эта исповедь окажется неожиданной и позволит увидеть отца Андрея по-новому». Съёмки проходили 13—14 ноября 2007 года. Из-за технического монтажа работа над фильмом закончилась лишь через 1,5 года. Кинопоказ прошёл 11 ноября 2009 года в Доме кино в рамках кинофестиваля «Радонеж».
Решением учёного совета Московской духовной академии от 30 декабря 2013 года был отчислен из преподавательского состава и исключён из числа профессоров Академии за эпатажную, в ряде случаев скандальную и провокационную деятельность в СМИ и блогосфере. Кураев был возмущён увольнением и связал его со своими записями в «Живом Журнале» о гомосексуальном скандале в Казанской духовной семинарии и с несогласием с уголовным преследованием и тюремным заключением участниц группы Pussy Riot.
Не вошёл в новый состав Межсоборного присутствия, утверждённый 23 октября 2014 года решением Священного синода.
В ноябре 2016 года внесён в список лиц, которым запрещён въезд на территорию Латвии.
В мае 2017 года на Кураева была наложена епитимья в виде сорокоуста, который он совершал в Новоспасском монастыре.

### Прещения в РПЦ
29 апреля 2020 года был запрещён в служении патриархом Кириллом за оскорбление памяти покойного настоятеля Елоховского собора протоиерея Александра Агейкина.
29 декабря 2020 года Епархиальный церковный суд г. Москвы в составе председателя протоиерея Михаила Рязанцева, заместителя председателя протоиерея Владислава Цыпина, секретаря протоиерея А. Д. Миронова и членов протоиерея Александра Дасаева и протоиерей Владимира Чувикина, рассмотрел дело в заочном порядке, отметив «оскорбительную характеристику почившего в этот день от последствий коронавирусной инфекции протоиерея Александра Агейкина», и «установил в заявлениях протодиакона Андрея Кураева признаки хулы на Церковь», а также наличие признаков «клеветнической деятельности протодиакона Андрея Кураева, в частности, обвинений Русской Православной Церкви в „организации раскола“» и то, что он «не изменил характера своей деятельности после увещеваний со стороны епархиального духовника протоиерея Георгия Бреева и членов дисциплинарной комиссии ещё в 2015 году», принял решение признать «его подлежащим извержению из священного сана», при этом особо отметив, что «решение об извержении протодиакона Андрея Кураева из сана вступит в силу в случае утверждения его правящим архиереем г. Москвы — Патриархом Московским и всея Руси, а до этого в установленный срок может быть обжаловано» в Общецерковном суде второй инстанции. Сам Кураев воспринял данное решение с чувством готовности, поскольку видел перед собой выбор из двух возможностей: «либо становиться на колени, говорить, что никогда больше не буду высказывать свою точку зрения, а буду только транслировать официоз, либо говорить по своей совести», из которых «для меня важнее второе». 11 января 2021 года он направил патриарху Кириллу своё ходатайство о пересмотре дела.
4 марта 2021 года Епархиальный суд г. Москвы «изучив поступившее от протодиакона Андрея Кураева ходатайство о пересмотре дела № 50-54-2020 … не нашёл причин для такового пересмотра и подтвердил ранее принятое решение», указав, что оно «может быть обжаловано в Общецерковном суде второй инстанции». 4 апреля 2021 года патриарх Кирилл своей резолюцией подтвердил решение епархиального суда, но при этом сделал следующую оговорку: «Данное решение вступит в силу после издания указа об извержении протодиакона Андрея Кураева из священного сана. На издание указа вводится мораторий на время, которое предоставляется протодиакону Андрею для переосмысления своей позиции и возвращения на путь Церкви, который был избран им в своё время».
28 апреля 2023 года на официальном сайте Московской Епархии появился текст патриаршего указа об извержении протодиакона Андрея Кураева из сана. В качестве мотива принятого решения указывается длительный отказ Кураева от покаяния и прекращения деструктивной деятельности.
16 октября 2023 года объявил о своём отъезде из России и переезде в Прагу. 22 декабря 2023 года внесён Минюстом России в реестр «иностранных агентов».

### Восстановление в сане и переход в Константинопольский патриархат
3 апреля 2024 года патриарх Константинопольский Варфоломей признал незаконным лишение Кураева сана, отменив указ патриарха Кирилла, и восстановил его в священном сане, приняв в клир Константинопольского патриархата. Протоиерей Владислав Цыпин заявил, что таковой акт со стороны патриарха Константинопольского есть «канонически недействительный, несостоятельный», «ни малейшего права принимать апелляции от клириков других поместных церквей, кроме собственного патриархата, он очевидным образом не имеет».
23 июля 2024 года был принят в клир Экзархата Вселенского патриархата в Литве, согласно поданному прошению. Официальный сайт Экзархата пояснял: «Свое церковное служение протодиакон Андрей Кураев продолжит на миссионерском поприще и не будет привязан к какому-либо приходу, но, и далее придерживаясь церковных правил, будет провозглашать Евангелие в разных городах и странах»

## Награды
15 февраля 2003 года Патриархом Алексием награждён орденом преподобного Сергия Радонежского 3-й степени.
В 2005 году информационно-поисковой системой Rambler по разделу «Религия» был признан «человеком года».
В 2006 году награждён Орденом Российского клуба православных меценатов «За благодеяние» в номинации «За православное просвещение» за широкую миссионерскую деятельность, за усилия в деле утверждения ценностей человеческого единения, солидарности и терпимости".
В 2006 году Польской католической церковью награждён медалью святого Альберта Хмелевского «за многолетнюю миссионерско-евангелизаторскую деятельность на территории стран-членов СНГ».
30 января 2007 года митрополитом Киевским и всея Украины Владимиром «За заслуги перед Украинской Православной Церковью и во внимание к многолетним миссионерско-просветительским трудам, направленным на проповедь Православия и противостояния расколам и сектам» награждён орденом Нестора летописца III степени.
12 августа 2008 года митрополитом Киевским и всея Украины Владимиром награждён орденом Украинской Православной Церкви «1020 лет Крещения Киевской Руси».
В 2008 году стал лауреатом Всероссийской премии «Человек года».
27 марта 2009 года награждён орденом «Миротворец» (общественная награда).
Имеет благодарность от Патриарха Алексия II за свою миссионерскую деятельность.
В 2012 году награждён медалью Русской Православной Церкви «В память 200-летия победы в Отечественной войне 1812 года».
26 февраля 2013 года награждён аттестатом почётного профессора Славянского университета Республики Молдова.

## Деятельность и творчество

### Миссионерская деятельность
Андрей Кураев считает, что активное миссионерство жизненно необходимо, и известен, в первую очередь, благодаря своей широкой миссионерской деятельности, такой как: чтение лекций, издание книг, участие в телепрограммах, сайт и форум «Миссионерский портал диакона Андрея Кураева», а также с 2009 года — блог в ЖЖ.

### Педагогическая деятельность
29 июня 2009 года распоряжением патриарха Кирилла протодиакон Андрей Кураев назначен секретарём редакционного совета и председателем редакционной коллегии по написанию учебника «Основы православной культуры» для средней школы. В 2010 году в рамках апробации предмета «Основы религиозных культур и светской этики» преподавание модуля «Основы православной культуры» было организовано по учебнику, написанному Андреем Кураевым. В 2014 году Фонд «Дар» выделил протодиакону Андрею Кураеву ежемесячный грант за вклад в создание учебных материалов «Введение в богословие. Как расслышать голос церкви?» для педагогов и учащихся средних школ. Сумма поддержки составила более 2,4 млн рублей.
В 1991 году преподавал на факультете журналистики МГУ. Проводил занятия со студентами философского факультета МГУ. С 31 августа 2014 года «в связи с истечением срока избрания по конкурсу (желания участвовать в конкурсе на замещение должности научно-педагогического работника он не изъявил)» официально уволен из Московской духовной академии, тогда же прекращены лекции в Московском государственном университете. Декан философского факультета МГУ Владимир Миронов утверждает, что Кураев как внештатник должен каждый год в июне писать заявление, чтобы приняли на ставку. По мнению Миронова, Кураев может предложить те или иные курсы, которые будут рассмотрены. Однако отмечено, что идёт оптимизация учебного процесса, поэтому возможно отсутствие ставки.

## Публичные заявления, вызвавшие полемику в обществе
Публичные заявления Андрея Кураева нередко вызывают резонанс в обществе. Они отличаются достаточно острой критикой сложных и острых проблем современного мироустройства, межнациональных и межрелигиозных отношений в обществе, часто связаны с табуированными темами.

Часто Кураев, по мнению оппонентов, переходит допустимую черту в своих публичных заявлениях, что иногда вызывает скандалы и негативную реакцию на его слова. Критика часто раздаётся с противоположных сторон, начиная от обвинений в антисемитизме из-за отношения к празднику Пурим и заканчивая обвинениями в ереси на страницах ультраправого издания «Русский Вестник».

### Высказывания по вопросам православия и РПЦ

#### О природе Благодатного огня
В 2007 году, комментируя для НТВ прямую телевизионную трансляцию о схождении Благодатного огня, Кураев придерживался наиболее распространённого среди православных мнения о нём, говоря что это явление является подтверждением истинности Православия.
Однако в апреле 2008 года, высказывая свои впечатления по поводу встречи Иерусалимского патриарха Феофила III с представителями российских СМИ, где Кураев и сам присутствовал, и несколько вольно передавая слова Феофила, Кураев обратил внимание на то, что своими крайне сдержанными высказываниями Феофил не даёт оснований считать Благодатный огонь чудом и, по сути, утверждает его естественное происхождение:

Не менее откровенным был и его [патриарха Феофила] ответ о благодатном огне: «Это церемония, которая является representation, как и все другие церемонии Страстной седмицы. Как некогда пасхальная весть от гроба воссияла и осветила весь мир, так и ныне мы в этой церемонии совершаем репрезентацию того, как весть о воскресении от кувуклия разошлась по миру». Ни слова «чудо», ни слова «схождение», ни слов «благодатный огонь» в его речи не было. Откровеннее сказать о зажигалке в кармане он, наверно, и не мог.
Цитата из перевода стенограммы встречи в материале Интерфакса:

— Ваше Блаженство, Вы являетесь одним из реальных свидетелей величайшего чуда схождения Благодатного Огня. Непосредственно при этом присутствуете. Мне бы хотелось узнать, как это происходит, Ваше первое впечатление когда Вы стали свидетелем этого чуда? Что происходит с человеком? И сам этот процесс опишите, пожалуйста.
— Это очень древняя, очень особенная и уникальная церемония (ceremony) Иерусалимской церкви. Эта церемония благодатного огня (ceremony of the Holy Fire) происходит только здесь, в Иерусалиме. И это происходит благодаря самому Гробу Господа нашего Иисуса Христа. Как вы знаете, эта церемония благодатного огня — это, так сказать, изображение (enactment), которое представляет собой первую Благую Весть (the first good news), первое Воскресение Господа нашего Иисуса Христа (the first resurrection). Это представление (representation) — как и все священные церемонии. Как в Страстную Пятницу у нас обряд погребения, не так ли? Как мы погребаем Господа и т. д.
Итак, эта церемония проходит в святом месте, и все другие Восточные Церкви, которые делят Гроб Господень, хотели бы принять в этом участие. Такие, как армяне, копты, сирийцы, приходят к нам и получают наше благословение, потому что они хотят принять огонь от патриарха.

Теперь вторая часть вашего вопроса. Это, собственно, о нас. Это опыт (experience), который, если хотите, аналогичен опыту, который человек испытывает, когда получает святое причастие. То, что происходит там, это же относится и к церемонии святого огня. Это значит, что определённый опыт нельзя объяснить, выразить словами. Поэтому все, кто принимает участие в этой церемонии — священники, или миряне, или мирянки, — у каждого свой непередаваемый опыт.
Интерпретация Кураевым слов патриарха Феофила вызвала возражения со стороны главы паломнической делегации, президента ОАО «РЖД» Владимира Якунина: «Не знаю, каких терминов ожидал Кураев, но, на мой взгляд, никаких оснований для толкования высказывания Иерусалимского патриарха как высказывания, которое отрицает святость этого события, его непознаваемость, там нет. Это есть интерпретация конкретного человека». Якунин также высказал мнение, что священноначалию РПЦ следовало бы определить, «что и как позволительно трактовать священнослужителю, если он таковым является, а что не очень позволительно и не очень правильно». Вскоре после этого «Русский репортёр» опубликовал интервью с патриархом Феофилом за авторством Е. Рожаевой. Андрей Кураев объявил данное интервью фальшивкой из-за наличия в нём целого ряда фактических ошибок и предположил в данном случае заказ Якунина.
На презентации книги «Перестройка в церковь» 10 апреля 2009 года Кураеву задали вопрос о Благодатном огне: «Хула на Духа Святого считается одним из главных грехов. Вы не боитесь?» Протодиакон Кураев ответил:

Я не боюсь, потому что я молчу. <...> Я жду голоса Церкви. Я не слышал официального Церковного вероучения и голоса Иерусалимских Патриархов. Свидетельства, рассказы паломников и церковное учительство — это не одно и то же. <...> Вот я и хочу разобраться. Здесь целый клубок очень серьёзных проблем, и поэтому я лучше помолчу.
В декабре 2014 года, упоминая в своём блоге о низложении патриарха Иерусалимского Иринея I, предшественника Феофила III, Кураев написал: 

Интересно, что когда в 2008 году я рассказал одному очень почитаемому русскому монаху о том, что новый патриарх Феофил по сути отрицает чудесный генезис благодатного огня, тот рассудил так: наверно, святейший Феофил прав. У него самого нет опыта благодатного огня — поэтому он о нём и не говорит. Возможно, так Господь дает нам знать, что низложение патриарха Иринея было все же неканоничным...
В июне 2015 года, отвечая на вопрос радиослушателя «можете что-нибудь сказать о фактах мироточения и схождения благодатного огня? […] когда верующим говорю, что это всё обман и подлог, они обижаются», Андрей Кураев сказал:

Я думаю, что есть реальное чудо. И чудо мироточения икон, и чудо обновления икон. Более того, я вполне готов принять и чудо благодатного огня. Вопрос будет, скорее, другой. В церковной истории нередко... Есть в литургическом календаре нашей церкви ежегодные воспоминания об однажды произошедшем чуде. И вот не стоит отождествлять литургическую память о некоем чуде, однажды бывшем, и само это чудо. Вот это, пожалуй, стоит помнить. Вообще я придерживаюсь позиции «никогда не говори „никогда“». Наш мир настолько разнообразен, а Бог, действительно, настолько свободен, что Он может не прийти на встречу, назначенную по расписанию, а может, напротив, совершенно неожиданно появиться там, где Его совсем не ждали.

#### Оценка «сергианства» и патриарха Григория V
В статье «Только за Родину, но не за Сталина!», опубликованной в журнале «Благодатный огонь» (2004), Кураев пространно цитировал тексты отлучительных грамот против греческих инсургентов, подписанных в конце марта 1821 года Вселенским патриархом Григорием V, и указывал, что уже в конце того же века греки воспринимали его не как предателя, но как мученика.
Подобные мысли Кураев высказывал и ранее. В статье Кураев заявлял:
Сегодня только ленивый не бросает камни в патриарха Сергия (Страгородского). Как он посмел, мол, пойти на сотрудничество с советской властью? … А что там-то, в Греции, происходило? Как другие православные народы жили полторы тысячи лет под мусульманами? В Египте, Антиохии, Палестине, Сербии, Болгарии — кто знает об этом их полуторатысячелетнем опыте церковной жизни в несвободе? Но именно об этом опыте вспомнил патриарх Сергий (Страгородский), когда Русская Церковь оказалась в рабстве. … патриарх Сергий кто угодно, но только не модернист. Человек светский тут мог бы сказать: «В Сергии продолжилась вековечная раболепная политика Православной Церкви по отношению к властям». Такой критик будет оспариваем в своей оценке, но он будет прав в фиксации факта: политика митрополита Сергия не модернова. … Православный человек не имеет права противопоставлять XX век предыдущим столетиям церковной истории, а патриарха Сергия — святому патриарху Григорию V.
Статья вызвала критику со стороны некоторых людей, считающих себя православными; Кураев был обвинён историком и публицистом Николаем Селищевым в том, что он «оклеветал греческих православных новомучеников», а также во лжи и невежестве:
Как ни странно, в Турецкой империи у патриарха было больше власти, чем в Византийской империи или чем в Московской Руси, потому что в Турецкой империи патриарху усвоялась вся власть над Церковью в духовных вопросах. Но кроме этого, Турецкая империя передоверяла патриарху власть над гражданской жизнью подданных-христиан. То есть патриарх — это этнарх… Все споры христиан между собой решает патриарх и духовенство на местах: это так называемая фанариотская система.

А как же сегодня Греческая Церковь и греческий народ относятся к имени патриарха Григория V? Прокляли предателя? Нет, уже в конце 19-го века ему начали ставить памятники…
После многократных обращений Николая Селищева к священникам канцелярий митрополии и отцу Елевферию Хатзису с осуждением позиции Кураева выступил один из старейших иерархов Элладской церкви митрополит Коринфский Пантелеимон (Караниколас), который тогда являлся председателем Синодального комитета по догматическим и каноническим вопросам.

#### Позиция на выборах патриарха в 2009 году
Юлия Таратута, корреспондент издания «Коммерсантъ», отмечала в конце января 2009 года, что во время выборов патриарха Московского диакон Кураев, публично выступая на стороне митрополита Кирилла, использовал обвинения в адрес его конкурентов на патриарший престол: в декабре 2008 года обвинил брата митрополита Калужского Климента (Капалина) архиепископа Димитрия (Капалина), что тот якобы организовал «лжевыборы» делегатов на Поместный собор от духовных школ, которые состоялись в Московской духовной академии, а также произвёл «рейдерский захват Московской духовной академии». В связи с такими обвинениями епископ Барнаульский и Алтайский Максим (Дмитриев), бывший инспектор Тобольской семинарии, высказался, что считает выборы делегатов на Поместный собор от духовных школ честными и справедливыми.

### Высказывание об исламе
В сентябре 2004 года Кураев написал статью в газете «Известия», в которой хотя и признаёт, что «стратегическое планирование терактов, совершаемых от имени ислама, совершается в западном мире», но также прямо указывает на ответственность ислама в росте терроризма:

 ...телеинъекции на тему «У терроризма нет национальности и религии», каждый раз с предсказуемой очевидностью вспыхивающие после очередного теракта, просто глупы. Не инопланетяне же в конце концов взрывают наши самолёты и школы! С этим «политкорректным» тезисом можно было бы согласиться, если бы верующие мировых религий по очереди устраивали теракты. То буддисты захватят школу и расстреляют в ней детей... То даосы взорвут самолёт... То христиане подорвут кинотеатр... Вот в этом случае можно было бы ограничиться повторением банальности о том, что у каждого народа есть право иметь своих подлецов... Но ведь всё очевидно не так.
Может быть, терроризм — это следствие искажённого понимания Корана. Но ведь именно Корана, а не книги о Винни-Пухе. И у истоков этого искажения стоят учёнейшие исламские мужи (улемы), а не безграмотные арабские скинхеды. Исламский мир роднят с миром террора не плохие ученики, а отменные и популярные учителя! И если власти Саудовской Аравии только в мае 2003 года были вынуждены отстранить от должностей 1710 человек из духовенства — значит, проблема не в одиночках. При таких масштабах террористическая проповедь — это болезнь уже всего исламского сообщества. И ещё одна причина ответственности всего мусульманского мира за своих подонков в том, что изряднейшая часть мусульманского мира считает террористов не подонками, а героями.

Мир ислама ответствен за исламский терроризм — хотя бы тем, что отказывается увидеть эту свою ответственность. 
Эти доводы Кураев повторил в ходе скандальной дискуссии, которую он вызвал своим комментарием в «Живом Журнале» в апреле 2013 года по поводу Бостонского теракта: 

 «Мерзавцы, взорвавшие бомбы на финише „Бостонского марафона“, оказались (вот сюрприз-то!) мусульманами и дагестанцами. Братья Царнаевы (Джохар и Тамерлан). Борцы (как и Мирзаев). Интересно, сколько ещё нужно взрывчатки, чтобы снести шоры принудительной толерантности?» 
В ответ на критику исламских духовных лидеров и мусульман Кураев снова повторил свои аргументы:

У террористов нет религии? Но они несомненно и крепко верят в продолжение жизни после взрыва собственного тела. Они прославляют вполне определённого Бога (и это отнюдь не имя великого Вицли-Пуцли). А названия их организаций говорят о готовности воевать за ислам, а не за футбол. Их можно считать плохими мусульманами. Но это именно мусульмане. Насколько я помню, чтобы стать мусульманином, достаточно произнести формулу «Нет Бога кроме Аллаха и Магомет пророк Его». Неужели эту формулу отрицали террористы в Беслане или Бостоне? Неужели Коран они не считали откровением Всевышнего?

По сообщению некоторых СМИ, выступая с лекциями в Крыму в сентябре 2006 года, Кураев призвал к противодействию радикальной политике меджлиса (этнического парламента крымских татар), проведя параллели с поведением наглого подростка в мужском коллективе.

### Мнения и публикации, касающиеся еврейского народа
В 1998 году написал на тему антисемитизма книгу под названием «Как делают антисемитом» (в 2006 году вышла вторая редакция).

Я убеждён, что антисемитизма в этой книге нет. Я не считаю еврейский народ в чём-то хуже народа русского или любого другого. Я просто не считаю евреев лучше всех остальных народов. Впрочем, сегодня, кажется, даже это уже считается антисемитизмом. Но разве есть национализм в просьбе подходить ко всем народам и ко всем людям с одними и теми же нравственными критериями? В этих статьях именно это я и делаю. Я все время просто и скучно спрашиваю: «Господа! Я понимаю, что чужая боль плохо чувствуется. Но представьте, что точно такую же фразочку кто-то бросит в адрес вашего народа. Вам разве не будет больно? Так, может, и вы не будете бросаться булыжниками в нас?»

Весной 1999 года в «Православной газете» Екатеринбурга вышла статья Андрея Кураева «Можно ли не праздновать 8 марта?». Кураев ассоциировал 23 февраля и 8 марта с еврейским праздником Пурим. После чего осудил приурочивание Дня защитника Отечества и Международного женского дня к данному иудейскому празднику, высказав следующее мнение:

Моё недоумение о другом: как можно спустя тысячелетия праздновать события того дня... Есть ли другой народ на земле, который с веселием празднует день заведомо безнаказанных массовых убийств? Я понимаю праздник в честь военной победы. Это было открытое и рискованное столкновение, и день победы — это мужской и честный праздник. Но как праздновать день погрома? Как праздновать день убийства тысяч детей?

По утверждению президента Еврейской национально-культурной автономии Свердловской области Михаила Оштраха, Кураев исказил сведения об истории праздника Пурим и поэтому его статья вызывает враждебное отношение к еврейскому народу. По этому и ряду других фактов Свердловское отделение КНОР в 2001 году обратилось в прокуратуру Свердловской области и направило Патриарху Московскому и всея Руси Алексию II, а также Архиепископу Екатеринбургскому и Верхотурскому Викентию письма о распространении со стороны Екатеринбургской епархии книг, журналов и газет, в которых имелись антисемитские материалы.
В 2005 году Кураев прочитал лекцию на тему части жертв Освенцима, евреев-христиан.

### Отношение к креационизму и дарвинизму
В своей книге «Православие и эволюция» Кураев высказался с критикой протестантских авторов-креационистов за их отвержение теории эволюции. В частности, он отмечал:

«В православии нет ни текстуального, ни доктринального основания для отторжения эволюционизма. Не имеет для православных смысла и потакать общественной моде на иррационализм (любой иррационализм в конце концов сработает в пользу оккультизма и против Церкви).<…> Итак, у православия в отличие от язычества, демонизирующего материю, и от протестантизма, лишающего тварный мир права на сотворчество, нет оснований для отрицания тезиса, согласно которому Творец создал материю способной к благому развитию. Сама же сущность процесса развёртывания мира не меняется от того, с какой скоростью он происходит. И наивны те, кому смутно кажется, что Бог становится не нужен, если мы растянем процесс творения. Равно, как наивны и те, кто полагают, что сотворение мира за более чем шестидневный срок умаляет величие Творца. Нам важно лишь помнить, что ничто не мешало, не ограничивало творческого действия. Всё происходило по воле Творца. А состояла ли эта воля в том, чтобы создать мир мгновенно, или в шесть дней, или в шесть тысяч лет, или в мириады веков — мы не знаем».— Кураев А. В. Православие и эволюция

В 1999 году в книге «Всё ли равно как верить» Кураев критиковал дарвинизм, сравнивая его с ураганом, который никогда не соберёт суперлайнер, и говорил о поспешности дарвиновских умозаключений:
Кстати, «теория эволюции» Дарвина доказала только одно — свою безграничную уверенность в своих собственных достоинствах. В чём Дарвин видел «двигатель прогресса»? — В «борьбе видов за выживание» и в «естественном отборе». И то и другое, конечно, есть (хотя современная экология говорит, что виды скорее сотрудничают, чем борются, и Дарвин слишком поспешно перенёс нравы раннекапиталистического общества в природу). Но ведь объяснять всё «естественным отбором» — всё равно, что сказать, что АвтоВАЗ развивается и выпускает новые модели только потому, что в нём есть отдел технического контроля, который не выпускает бракованные машины за пределы завода. Не ОТК ведь создаёт новые модели! И «мутациями» здесь много не объяснишь. Они несомненно есть, но если они носят лишь случайный характер, то они и есть не более чем серия ураганов. Скорее ураган, пронёсшийся по самолётному кладбищу, соберёт новехонький суперлайнер, чем случайные «мутации» — ураганы молекулярного уровня — создадут живую клетку или новый вид. В конце концов в «неодарвинизме» теория эволюции выглядит так: если долго бить кулаком по черно-белому «Горизонту», он в конце концов станет цветным «Панасоником». Если долго бить воблой о столешницу — когда-нибудь у неё появятся крылья и она запоет соловьём.

### Борьба с «гомосексуальным лобби» в РПЦ
В октябре 2013 года после очередного заседания Священного синода Кураев написал в своем блоге о наличии в Русской православной церкви «голубых» архиереев.
Затем в декабре 2013 — начале 2014 года Андрей Кураев активно высказывался о наличии влиятельного «голубого лобби» в Русской православной церкви. В одном из январских телеинтервью Кураев заявил:

Вопрос в том, что где-то в 60-х годах один из самых прямых карьерных путей был связан, к сожалению, с вот такой уступчивостью по отношению к некоторым, — весьма и весьма, — власть имеющим епископам. И, в результате, сложилось такое вот лобби. Это не означает, что все епископы таковы, нет. Их меньшинство. Может быть, 50 человек из 360 наших епископов. Но беда в том, что остальные — запуганы, остальные — молчат. Лобби — это не те, кто что-то совершает, это те, кто молчат и покровительствуют.

Сначала Кураев сообщил о проведённой в декабре 2013 года проверке инспекции Учебного комитета Русской православной церкви в Казанской духовной семинарии, связанной с жалобами студентов семинарии на сексуальные домогательства и изнасилования со стороны руководства семинарии. По итогам работы этой непубличной комиссии факты нашли подтверждение, а проректор семинарии, пресс-секретарь Татарстанской митрополии игумен Кирилл (Илюхин) уволился по собственному желанию, но позднее был обнаружен в сане и на аналогичной должности в Тверской епархии, правящий архиерей которой Виктор (Олейник) вместе с казанским правящим архиереем Анастасием (Меткиным) позднее также был изобличён Андреем Кураевым как «гомоиерарх». Казанский правящий архиерей после комиссии протоиерея Максима Козлова отругал семинаристов и назвал их жалобу «предательством епархии». По предположениям Андрея Кураева, «голубое лобби» с советских времён при помощи КГБ, а потом самостоятельно сумело продвинуть с самых нижних церковных ступеней в епископат 40 % (около 40 человек) «гомоиерархов», при этом из остальных многие их покрывают.
После публикации в открытых СМИ слов Кураева о «голубом лобби» он был уволен из Московской духовной академии (МДА) за «эпатажные высказывания». При этом, по мнению Андрея Кураева, процедура увольнения была нарушена, и его сторонникам в МДА не дали проголосовать или хотя бы высказаться при принятии решения о его увольнении.
Позднее некоторые СМИ, со ссылкой на Кураева, распространили информацию, что епископ Гомельский и Жлобинский Стефан (Нещерет) является гомосексуалистом и совращал воспитанников духовных учебных заведений и священников младше себя по чину.

### О деятелях культуры

#### Концерты певицы Мадонны
Андрей Кураев явился последовательным критиком Мадонны (настоящее имя — Мадонна Луиза Чикконе) во время каждого из трёх её приездов в Россию. Перед первым приездом певицы в Россию с туром Confessions Tour он выступил в эфире телеканала «Россия». В своей речи он осудил использование имени «Мадонна» в качестве сценического псевдонима и использование ею креста на выступлениях. Концерт в Москве стал для неё единственным из 60 выступлений тура, не собравшим полного зала: билеты остались у перекупщиков. Кураев после этого сказал: «Люди просто устали от того, что их пытаются кормить пенсионерами и ветеранами западной эстрады. В данном случае проявила себя также реакция публики на отношение к России как к какому-то рынку третьего сорта».
В контексте второго приезда артистки в Россию с туром 2008—2009 Sticky and Sweet Tour Кураев попал в центр внимания прессы в связи с фразой на радиостанции Маяк. Он также пояснил использование мата герменевтическим комментарием — слово произошло от церковнославянского глагола «заблуждаться»: 
Много чести, чтобы РПЦ что-то думала о каждой выходке каждой заморской бляди, тем более пятидесятилетней.
В 2012 году, после объявления намерения Мадонны высказаться в поддержку гомосексуалов на своём концерте в Санкт-Петербурге, Кураев призвал МИД не давать артистке въездную визу, а также в шутку просил несогласных сообщить о заложенной на стадионе бомбе. Хотя концерты того тура состоялись, но петербургский судебный процесс против певицы завершился не в пользу истцов, чем разочаровал протодиакона: «Хорошо было бы с неё штраф взять, и я поражён как раз слабостью наших властей». В 2014 году судья Барковский, оправдавший Мадонну, был понижен в должности, а в августе 2015 года певица заявила, что больше никогда не приедет в Россию.

#### Крестины дочери Филиппа Киркорова
После рождения суррогатной дочери Филиппа Киркорова и её крестин Кураев выступил с требованием отлучить певца от церкви. Свою позицию он защищал на программе «Поединок» от 26 апреля 2012 года, где его противницей была певица Лолита Милявская, защищавшая Киркорова и суррогатное материнство.
Кураев так охарактеризовал передачу:

Но для меня было важно вывести эту тематику из области скандальной попсы. Речь идёт не о забавном приключении Филиппа Киркорова, речь идёт не о моём якобы скандальном характере и не о каких-то о религиозных заморочках, которые якобы определяют позицию Церкви (я не привёл ни одного собственно религиозного довода против суррогатного материнства!). Речь идёт о фундаментальном вопросе этики — вопросе о достоинстве человека, о том, есть ли цена на человечинку. Это цена тебя самого. Тот, кто сегодня покупает или продаёт ребёнка, пусть будет готов к тому, что завтра могут продать его самого.
Поединок с довольно большим перевесом закончился победой Андрея Кураева.

### Критика аннексии Крыма Россией. Украинский вопрос
29 марта 2014 года, в своём официальном блоге в девяти пунктах изложил своё видение последствий аннексии Крыма Россией, которые назвал «очевидно-печальными», и констатировал, что «теряет Россия больше, чем приобретает». Андрей Кураев отметил множественные негативные последствия для России.
Эти мнения, подчас носящие оппозиционный характер, были им неоднократно озвучены и раскрыты в интервью российским и иностранным изданиям.
2 мая 2014 в «Газете.Ru» было опубликовано интервью с Андреем Кураевым, в котором он высказал мнение о том, что «отторжение Крыма дало повод для расползания русофобских настроений по всей Украине».
28 апреля в интервью газете «Фраза» на вопрос о перспективах российско-украинских отношений:

Мой прогноз пессимистичен. С самого начала крымских событий я говорил, что мне как русскому националисту это очень не нравится. Потому что, приобретая Крым, потерять в итоге Украину, — это очень плохая математика.— 
Андрей Кураев выступил с критикой патриарха Кирилла по молчанию в вопросе аннексии Крыма:

Патриарх Кирилл, который ранее говорил, что Киев и Украина — это его родной дом, не приехал в этот дом, когда в нём был пожар... Ни официально, ни неофициально не было никаких знаков патриаршей приязни, понимания и солидарности с украинской частью его паствы. Как не было ни слова с осаживанием антиукраинского пропагандистского угара в российских СМИ и блогах. Вряд ли украинцы это забудут.— "joinfo" // Известный православный миссионер Андрей Кураев раскритиковал аннексию Крыма и сожалеет о молчании РПЦ, 02.04.2014
Впоследствии, в интервью украинской газете «Фраза» 28 апреля 2014, Андрей Кураев положительно отозвался об общей миротворческой позиции Патриарха Кирилла, лишённой «ставки на демонизацию всего, что связано с Украиной», несмотря на то, что, по его мнению, Патриарх подвергается весомому давлению со стороны «московских элит».
В интервью для радио «Эхо Москвы» 25 июля Кураев в этот раз поддержал «неприезд» Патриарха в Киев в сложившейся обстановке, признал факт идентификации большинства жителей Крыма с Россией и жизнеспособность настоящего статуса полуострова, отметив, что присоединение «происходило … хорошо», без жертв. Резко критикуя информационное освещение ситуации в российских СМИ, также осудил армию ополчения Донбасса за использование православных слоганов «в своих целях, но не более того»:

То есть назвать себя православной армией Донбасса — это они могут. Для таких людей церковь хороша, только когда она меня поддерживает. Когда она даёт основание мою обычную ненависть считать священной. Тогда да. Тогда, отцы, мы вместе с вами. А если ты ему скажешь, что, прости, ненависть не может быть священной и не надо Евангелием оправдывать нажатие спускового крючка, то тебе скажут, что ты ересь несёшь.
— Особое мнение. Эхо Москвы (25 июля 2014). Дата обращения: 25 января 2019.
Предоставление Константинопольским патриархом автокефалии Украинской православной церкви Кураев назвал «возвращением миллионов наших братьев в каноническое православие» и предложил Патриарху Кириллу поставить под Томосом и свою подпись.
После российского вторжения на Украину Кураев занял антивоенную позицию, активно критиковал решения патриарха Кирилла и политику РПЦ.

## Отзывы о деятельности и трудах Андрея Кураева

### Положительные отзывы
Из интервью патриарха Алексия II газете «Газета» 24 апреля 2003 года (о Кураеве и Дворкине):

Журналист: Такие люди, как диакон Андрей Кураев и Александр Дворкин, ездят по стране, читают лекции, показывают фильмы и возбуждают в православных ненависть к иноверцам. Они действуют от имени Церкви?
Патриарх Алексий II: ...просветительская работа сегодня предполагает не только проповедь Евангелия, но и полемику, в том числе публичную, с различного рода учениями, противоречащими Православию. Впрочем, полемика и ненависть — далеко не одно и то же. При ведении полемики нужно очень ответственно подходить к словам, избегать эмоциональных оценок, проверять и перепроверять факты, которые должны быть достоверными и доказанными.

Мне неизвестны случаи разжигания межрелигиозной или межнациональной вражды упомянутыми миссионерами. Более того, я убеждён, что проявления такой вражды прямо связаны с царящим в обществе невежеством в области религии, которому они в меру своих возможностей противостоят.

Член-корреспондент РАН Владимир Миронов в интервью газете «Татьянин день», опубликованном 12 апреля 2010 года, сказал, что:

Андрей Кураев всегда мощно выполнял миссионерскую функцию и имеет для этого безусловный талант лектора и мыслителя. Это человек, который отстаивает определённые ценности, причём очень жёстко, кстати говоря, его мнение часто шло вразрез с мнениями внутри Церкви. Он глубоко разбирается в проблеме веры и знания. Я оцениваю его очень высоко, но при этом должен отметить, что рационалистическая струя внутри его сознания кажется мне доминирующей. Я бы назвал его классическим теологом.
Главный редактор интернет-портала «Православие и мир» Анна Данилова, вспоминая свою учёбу на филологическом факультете МГУ, отмечала (19.09.2005): 

И был ещё важный этап — лекции отца Андрея Кураева на философском факультете. Не только много важных знаний он дал своим студентам. Самое важное на его лекциях — честный, искренний рассказ о православии, о христианстве. О том, что такое вера и что, оказывается, она вовсе не противоречит науке, оказывается, только способствует. О многих мифах в православии. О том, что есть христианская жизнь, что важно, а что нет. Говорить об этом больше нельзя, надо просто послушать его беседы со студентами — такие понятные студенческой братии и такие глубокие.

### Отрицательные отзывы
Но пойманный за руку д. Андрей <...> продолжал доказывать, что 8 Марта — это всё-таки замаскированный Пурим.— Журналист Валерий Каджая в книге «Диакон бесстыжий или как делают антисемитом», 2006 год

Сменив в своё время отделение научного атеизма философского факультета МГУ на Московскую духовную семинарию, Кураев не преобразовал в себе внутреннего человека, оставшись, по сути, тем же пропагандистом советской школы, причём не только по стилю, но и по направленности, будучи озабоченным поиском и «разоблачением» всяческих врагов того, что теперь стало выступать для него в качестве единственной «истинной» идеологии, которую он желал бы сделать в нашей стране, по былому навыку, тоталитарной... Автор нещадно эксплуатирует неведение своих читателей, впрочем, и сам постоянно демонстрируя невежество, как-то не вяжущееся со званием профессора Духовной академии.
— Предисловие Иннокентия Павлова к книге «Диакон бесстыжий или как делают антисемитом», 2006 год

Я понимаю отца Андрея в чём-то, в смысле того, что он боится, что ничего не будет сделано, он хочет сделать ситуацию необратимой. К тому же отец Андрей просто мой друг, и я от этой дружбы не откажусь, даже если я не согласен с ним, скажем, в методах, которые он избирает. Но я считаю, что так делать нельзя. Есть Церковь. Есть иерархия... Поэтому я глубоко убеждён, что отец Андрей должен написать не в блогах, а Патриарху, или встретиться с ним, если есть возможность. — Архимандрит Тихон (Шевкунов) о разоблачении внутрицерковных гомосексуалистов Кураевым

## Книги и публикации

### Книги
- Православная философия и богословие: Теорет. курс авториз. излож. / Моск. экстер. гуманит. ун-т; Кураев А. В. — М.: Акад. изд-во МЭГУ, 1994. — 160 с.; 21 см. — (Книга авторизованного изложения). — ISBN 5-7136-0018-1
- Всё ли равно как верить?: Сб. ст. по сравнительному богословию. — Клин: Изд-во Братства святителя Тихона, 1994. — 174 с. — ISBN 5-86407-004-1.
- На пороге унии. Станем ли мы монофизитами? — М., 1994. — 32 с. (в соавторстве с В. М. Лурье).
- С кем борются иностранные миссионеры. Выдержки из бесед и листовок диакона Андрея Кураева. — СПб., 1994.
- Соблазн неоязычества: монография. — Москва: [б. и.], 1994. — 128 с. — ISBN 5-85770-196-1
  - Соблазн неоязычества. — М.: МНПП «Буква», 1995. — 128 с. — ISBN 5-85770-196-1.
  - Соблазн неоязычества. — М.: Протестант, 1995.
- О вере и знании. — М.: Аргус, 1995. — 57 с.
- Традиция. Догмат. Обряд Апологетические очерки. — Клин: Издательство Братства святителя Тихона, 1995. — 413 с.
  - Традиция. Догмат. Обряд. — София: Лик, 1996. (Пер. на болгарский язык)
  - Традиция. Догмат. Обряд. Апологетические очерки. — 2-е издание — Киев, 2003.
- Размышления православного прагматика о том, надо ли строить Храм Христа Спасителя. — Москва : Отд. религиозного образования и катехизации Московского Патриархата, 1995. — 333 с. — ISBN 5-86933-005-1 — 5000 экз.
- Раннее христианство и переселение душ; [Предисл. В. К. Шохина]. — М.: Гнозис, 1996. — XVIII, 191 с.; 20 см. — ISBN 5-7333-0451-0.
  - Раннее христианство и переселение душ. — 2-е изд., испр. и доп. — М.: Срет. монастырь, 1998. — 336 с.
  - Раннее христианство и переселение душ. Куда идёт душа. — [Ростов н/Д]: Троиц. слово: Феникс, [2001]. — 573, [2] с.; 20 см. — ISBN 5-222-01603-X
  - Раннее христианство и переселение душ. — М.: Троицкое слово; Паломник. 2001.
- О нашем поражении. — М.: Моск. подворье Свято-Троицкой Сергиевой лавры, 1996. — 43 с. — ISBN 5-7789-0004-X
  - 2 изд. в сборнике: О последних судьбах нашего мира. Три взгляда из разных эпох. — М.: Отчий дом, 1998.
  - О нашем поражении. — СПб.: Собор. разум [и др.], 1999. — 539 с. — ISBN 5-87738-104-0
  - 4 доп. издание — М.: Троицкое слово, Паломник, 2003.
  - перевод на болгарский язык: За нашето поражение — София: Омофор, 2001.
  - перевод на сербский язык: О нашем поразу // Искон. Православни илустровани часопис. — Сербия, Вранье, 1997, № 1—2
- Вызов экуменизма. — М.: Международный православный фонд «Благовест», 1997. — 237,[2] с.; 20 см. — (Православная апологетика на пороге XXI века). — ISBN 5-7854-0022-7
  - Вызов экуменизма. — 2. изд., испр. и доп. — М.: Издат. Совет Рус. Православ. Церкви, 2003 (АООТ Твер. полигр. комб.). — 381, [1] с.; 22 см.
  - Вызов экуменизма. — [3-е изд., испр. и доп.]. — М.: Грифон, 2008. — 477, [2] с.; 22 см. — ISBN 978-5-98862-046-4 (В пер.)
  - Provocarile ecumenismului. — Bucuresti, ed. Sofia, 2006. (перевод на румынский язык)
- Православие и право: Церковь в светском государстве. Архивировано из оригинала 24 мая 2012 года.. — М.: Сретен. монастырь, 1997. — 63,[1] с.; 21 см.
- Протестантам о православии. — М.: Подворье Троице-Сергиевой Лавры, 1997.
  - Протестантам о православии. — Киев: Киево-Печерская лавра, 1998.
  - Протестантам о православии. — Ноябрьск, 1998.
  - Протестантам о православии. — М.: Изд-во Моск. Подворья Свято-Троиц. Сергиевой Лавры, 1999. — 267, [1] с.; 20 см. — ISBN 5-7789-0063-5
  - Протестантам о православии. — Клин, 2000.
  - Протестантам о православии. — Петропавловск, 2002.
  - Протестантам о православии. — М.: Троицкое слово, Паломник, 2003.
  - Протестантам о православии. — М.: Норма, 2005.
  - Протестантам о Православии; Наследие Христа. — Изд. 9-е, перераб. и доп. — Клин: Христиан. жизнь, 2006. — 669, [2] с.; 21 см. — ISBN 5-93313-028-1 (В пер.)
  - Протестантам о православии; Наследие Христа. — Изд. 10-е, перераб. и доп. — Клин: Христианская жизнь, 2009. — 669, [2] с.; 22 см. — ISBN 978-5-93313-063-5 (в пер.)
  - Към протестантите за Православието. — София: Омофор, 2001. (перевод на болгарский)
- Сатанизм для интеллигенции
  - Сатанизм для интеллигенции: [В 2 т.]. — М.: Отчий дом, 1997. — 21 см. [Т.] 1: Религия без Бога. — М.: Моск. подворье Свято-Троиц. Сергиевой лавры; Отчий дом. — 527 с. — ISBN 5-7676-0082-1: Б. ц.
  - Сатанизм для интеллигенции: (О Рерихах и православии). — М.: Отчий дом, 1997. — 21 см. [Т.] 2: Христианство без оккультизма. — М.: Моск. подворье Свято-Троиц. Сергиевой лавры: Отчий дом. — 429, [1] с. — ISBN 5-7676-0083-X: Б. ц.
  - Сатанизм для интеллигенции: (О Рерихах и Православии): в 2 т. — М.: Изд-во Московского Подворья Свято-Троицкой Сергиевой Лавры, 2006. — Т. 1: Религия без Бога. — 2006. — 527 с. — ISBN 5-7789-0209-3
  - Сатанизм для интеллигенции: (О Рерихах и Православии): в 2 т. — М.: Изд-во Московского Подворья Свято-Троицкой Сергиевой Лавры, 2006. — Т. 2: Христианство без оккультизма. — 2006. — 429, [1] с.
- Если Бог есть любовь.... — М.: Изд-во Православвного Свято-Тихоновского богословского института; Рус. зерцало, 1997. — 122 с.; 21 см. — (Всё ли равно как верить?; Вып. 2) (Православное слово). — ISBN 5-7429-0054-6
  - Если Бог есть любовь.... — 2. изд., испр. и доп. — М.: Благовест, 1998. — 156 с. — ISBN 5-7854-0056-1
  - Если Бог есть любовь... — Запорожье, 1999.
  - Да ли сви путеви воде ка Богу? Огледи на Православльу у постхришчанском свету. — Цетинье, Светигора, 1997. (Перевод на сербский язык)
- Христианская философия и пантеизм
  - Христианская философия и пантеизм. — М.: Подворье Троице-Сергиевой Лавры, 1997.
  - Pantheism and Monotheism // The Russian Idea. In search of a new identity. Ed. By Wendy Helleman. Bloomington, Indiana, 2004. (Частичный пер. на англ.:)
- Школьное богословие. — М.: Международный православный фонд «Благовест»: Храм святых бессребреников Космы и Дамиана на Маросейке, 1997. — 308 с. — ISBN 5-7854-0041-3.
  - Школьное богословие: [Сборник]. — 2. изд., испр. и доп. — М.: Благовест, 1999. — 364 с. — ISBN 5-7854-0061-8
  - Школьное богословие. — 3. изд., испр. и доп. — СПб.: Собор. разум; Светлояр, 2000. — 369 с. — ISBN 5-87738-104-2
  - Школьное богословие: книга для учителей и родителей. — М.: Норма, 2005. (Тул. тип.). — 511 с. — ISBN 5-89123-900-0
- Наследие Христа. Что не вошло в Евангелия?. — М.: Фонд «Благовест», 1997. — 219 с. — (Православная апологетика на пороге XXI века). — ISBN 5-7854-0025-1.
  - Mostenirea lui Hristos. Ceea ce n-a intrat in Evanghelie. Bucuresti, ed. Sofia, 2009 (перевод на румынский язык)
- Как делают антисемитом. — М.: Одигитрия, 1998. — 189 с.
  - Как делают антисемитом. — Мн.: Правосл. инициатива, 2004. — 165 с. — 3825 экз. — ISBN 985-6558-20-4
  - Tajemnica Izraela // Fronda. Warszawa, 1999, № 17/18. (частичный перевод на польский язык)
- Оккультизм в православии. — М.: Благовест, 1998. — 380 с. — ISBN 5-7854-0053-7
- Откуда у церкви деньги: В помощь приходским священникам и налоговым инспекторам. — Краснодар: Троиц. Слово, 1999. — 16 с. — ISBN 5-7221-0262-8
- Страшный суд и тайны Апокалипсиса. — М.: Журнал «Фома», [1999?]. — 29 с.; 20 см. — (Библиотечка журнала «Фома»).
- Кто послал Блаватскую? — Ростов-на-Дону: Феникс, 2000.
  - Кто послал Блаватскую?: Теософия, Рерихи и православие. — М.: Изд-во Моск. подворья Свято-Троиц. Сергиевой Лавры; Ростов н/Д: Троиц. слово, 2000. — 399 с. — (Христианство в «Эру Водолея»). — ISBN 5-7789-0052-1
- Дары и анафемы: Что христианство принесло в мир: Размышления на пороге III тысячелетия. — М.: Изд-во Моск. подворья Свято-Троиц. Сергиевой Лавры, 2001. — 443, [1] с.; 20 см. — ISBN 5-7789-0108-9
  - Дары и анафемы. Что христианство принесло в мир. — 2-е изд., доп. — М.: Паломникъ, 2003. (М.: ПФ Красный пролетарий). — 542, [1] с.: ил.; 21 см. — ISBN 5-87468-215-5 (в пер.)
  - Дары и анафема. Что христианство принесло в мир?: размышления на пороге III тысячелетия.. — М.: Эксмо; Яуза, 2004. (Тул. тип.). — 285, [2] с.; 20 см. — (Беседы с богословом). — ISBN 5-699-08748-6 (в обл.)
  - Дары и анафема. Что христианство принесло в мир?: размышления на пороге III тысячелетия. — М.: Эксмо, 2005. (5 000).
  - Дары и анафемы: что христианство принесло в мир?: размышления на пороге третьего тысячелетия. — 5-е изд., испр. и доп. — М.: Никея; Арефа, 2009. — 319 с.; 23 см. — ISBN 978-5-91761-001-6 (в пер.)
  - Дары и анафемы. Что христианство принесло в мир? — 5-е изд. — М.: Проспект, 2017. — ISBN 978-5-392-23543-8.
  - Дары и анафемы: что христианство принесло в мир?. — Изд. 5-е, перераб. и доп. — М.: Проспект, 2021. — 432 с. — ISBN 978-5-392-34018-7 — 1000 экз.
  - Да ли сви путеви воде ка Богу? Огледи на Православльу у постхришчанском свету. — Цетинье: Светигора, 1997. (Пер. на сербский язык)
  - Daruri si anathemele. Bucuresti, 2004. (Пер. на румынский язык)
- Сегодня ли дают печать Антихриста? Русская Православная Церковь об ИНН. — Ростов-на-Дону: Феникс; Троицкое слово, 2001. — 350 с. — Библиогр.: с. 331. — ISBN 5-222-01796-6
  - Сегодня ли дают печать антихриста. Пятнадцать вопросов об ИНН. — М.: Паломник, Троицкое слово, 2001.
  - Pecetea lui antihrist, codurile de bare si semnele vremurilor. Bucuresti, 2005. (Пер. на румынский язык)
- Трудно быть русским. Россия и новое язычество / Иеромонах Виталий (Уткин). — М.: Свято-Иоанно-Богослов. монастырь: Православ. братство св. апостола Иоанна Богослова, 2001. — 78, [1] с.; 21 см. — ISBN 5-89424-041-7
- Уроки сектоведения: Как узнать секту: На прим. движения рериховцев. — СПб.: Формика, 2002. — 447 с. — ISBN 5-7754-0039-9
  - Уроки сектоведения. т. 2. Путь к пустоте янв. 2006
  - Уроки сектоведения. т. 1. Как узнать секту (на примере рериховского движения)
- Взрослым о детской вере. — 5. изд., доп. — Ростов н/Д: Троиц. слово; М.: Паломникъ, 2003. (Тип. АО Мол. гвардия). — 637, [2] с.: ил., портр.; 21 см. — (Школьное богословие). — ISBN 5-87468-194-9 (в пер.)
- Христианство на пределе истории: О нашем поражении. — 2. изд., доп. — [Ростов н/Д]: Троицкое слово; М.: Паломникъ, 2003. (Тип. АО Мол. гвардия). — 844, [3] с.: ил.; 21 см. — ISBN 5-87468-208-2 (в пер.)
- Ответы молодым. — Саратов: Изд-во Сарат. епархии; Изд-во Моск. Подворья Свято-Троицкой Сергиевой Лавры, 2003. (ОАО Тип. Новости). — 286, [1] с.; 20 см. — ISBN 5-7789-0178-X (в обл.)
  - Ответы молодым. — Саратов: Изд-во Сарат. епархии; М.: Изд-во Моск. подворья Свято-Троицкой Сергиевой Лавры, 2004 (ОАО Тип. Новости). — 286, [1] с.; 20 см. — ISBN 5-7789-0178-X (в обл.)
  - Ответы молодым. — Саратов: Изд-во Сарат. епархии; М.: Изд-во Моск. подворья Свято-Троиц. Сергиевой Лавры, 2005 (ОАО Тип. Новости). — 286, [1] с.; 20 см. — ISBN 5-98599-011-7 (в обл.)
  - Ответы молодым. — Саратов: Изд-во Саратовской епархия, 2008. — 286, [1] с.; 20 см. — ISBN 978-5-98599-060-7
  - Raspunsuri catre tineri. — Alba Iulia: Reintregirea, 2007 (перевод на румынский язык)
- Основы православной культуры как лекарство от экстремизма: Очень личные размышления. — М.: Издат. Совет Рус. Православ. Церкви, 2003. (ГУП ИПК Ульян. Дом печати). — 109, [2] с.; 20 см. — ISBN 5-94625-054-X (в обл.)
  - Основы православной культуры как лекарство от экстремизма: Очень личные размышления — Киев: Свято-Макариевская церковь, 2004.
- Церковь и молодёжь: неизбежен ли конфликт? — СПб.: Формика, 2003.
  - Церковь и молодёжь: неизбежен ли конфликт?: Вера и наука о чудесах и суевериях. Свет и тени современной культуры. Есть ли жизнь в церкви? Что касается рок-музыки.... — СПб.: Рус. остров, 2004. (ФГУИПП Вятка). — 450, [1] с.; 21 см. — ISBN 5-902565-01-4
- Гарри Поттер» в церкви: между анафемой и улыбкой: Дать ли сказкам индульгенцию? Демонична ли нелюдь? На что намекает «Гарри Поттер»? Сатанистка Роулинг? Правда «Гарри Поттера». — СПб.: Нева, 2003. (ПФ Красный пролетарий). — 123, [1] c.; 20 см. — ISBN 5-7654-2901-7
  - «Гарри Поттер» в церкви: между анафемой и улыбкой. — М.: Автограф, 2012. — 175 с. — ISBN 978-5-88149-564-0
- «Гарри Поттер»: попытка не испугаться. — М.: Андреевский флаг, 2004. (ГУП Смол. полигр. комб.). — 205 с. — ISBN 5-9553-0035-X
- Женщина в церкви: беседы с богословом. — М.: Эксмо; Яуза, 2004. (Тульская тип.). — 174 с. — ISBN 5-699-06980-1
- Рок и миссионерство: [беседы с богословом]. — М.: ЭКСМО; Яуза, 2004. (Тул. тип.). — 382 с. — ISBN 5-699-07522-4 (в обл.)
- Христианин в языческом мире, или О наплевательском отношении к порче. — М.: Эксмо; Яуза, 2004. (Тул. тип.). — 286, [1] с.; 20 см. — ISBN 5-699-08092-9 (в обл.)
- Мастер и Маргарита: за Христа или против? — М.: Русская Православная Церковь, 2004. — 160 с.
  - «Мастер и Маргарита»: за Христа или против?. — Изд. 2-е, испр. и доп. — Москва: Изд. Совет Рус. Православ. Церкви, 2005. — 176 с. — ISBN 5-94625-097-3
  - Мастер и Маргарита: За Христа или против? — 3-е изд., доп. и перераб. — М.: Проспект, 2016. — ISBN 978-5-392-21514-0.
  - Мастер и Маргарита: за Христа или против?. — Изд. 3-е, доп. и перераб. — Москва: Проспект, 2017. — 270 с. — ISBN 978-5-392-32132-4 — 5000 экз.
  - Мастер и Маргарита: за Христа или против?. — Изд. 3-е, доп. и перераб. — Москва: Проспект, 2019. — 270 с. — ISBN 978-5-392-29149-6 — 1000 экз.
  - Мастер и Маргарита: за Христа или против?. — Изд. 3-е, доп. и перераб. — Москва: Проспект, 2021. — 270 с. — ISBN 978-5-392-31925-1 — 2000 экз.
- Как относиться к исламу после Беслана?. — М.: Мрежа, 2004. (ОАО Тип. Новости). — 127 с.; 20 см. — ISBN 5-9900367-1-X (в обл.)
- Кино: перезагрузка богословием. — М.: Фома, 2004. — 77 с.
  - Кино: перезагрузка богословия: беседы с богословом. — М.: Яуза; Эксмо, 2005. (Тул. тип.). — 156 с. — ISBN 5-699-09534-9 (в обл.)
- Диспут с кришнаитами. В соавт. со свящ. Олегом Стеняевым и Р. Гупта. — Витебск, 2005.
- Искушение, которое приходит «справа». — М.: Изд. Совет Русской Православной Церкви, 2005. — 93 с. — ISBN 5-94625-104-X
- Не-американский миссионер. — Саратов: Изд-во Саратовской епархии, 2005. (ОАО Тип. Новости). — 463 с. — ISBN 5-98599-016-8 (в пер.)
  - Неамериканский миссионер. — Саратов: Изд-во Саратовской епархии, 2006. — 463 с.; 21 см. — ISBN 5-98599-028-1
- Церковь в мире людей — М.: Сретенский монастырь, 2005.
  - Церковь в мире людей. — М.: Изд. Срет. монастыря, 2006. (Типография «Новости»). — 542 с. — ISBN 5-7533-0387-0
  - Церковь в мире людей. — Москва: Изд-во Сретенского монастыря, 2007. — 542 с. — ISBN 5-7533-0050-2
  - Церковь в мире людей. — 4-е изд. — М.: Изд-во Сретенского монастыря, 2009. — 542 с. — ISBN 978-5-7533-0270-0
  - Церковь в мире людей. — 5-е изд. — Москва: Изд-во Сретенского монастыря, 2009. — 542 с. — ISBN 978-5-7533-0343-1
- Может ли православный быть эволюционистом?. — Клин: Христианская жизнь, 2006. — 112 с.
- Почему православные такие упёртые? — М.: Подворье ТСЛ, 2006
- Почему православные такие?... — М.: Изд-во Моск. подворья Свято-Троиц. Сергиевой лавры, 2006. — 527 с.; 22 см. — ISBN 5-7789-0208-5 (В пер.)
  - Почему православные такие?... — М.: Изд-во Московского подворья Свято-Троицкой Сергиевой Лавры, 2008. — 527 с. — ISBN 5-7789-0208-5
- Правда и фантазии «Кода да Винчи». — М.: Издательство Московского Подворья Свято-Троицкой Сергиевой Лавры, 2006. — 90 с.
- Фантазия и правда «Кода да Винчи». — Москва: АСТ: Зебра Е, 2007. — 526 с. — ISBN 5-17-040584-7
- Диспут с атеистом: [новая версия] — 2-е изд., доп. — М.: Изд-во Сретенского монастыря, 2007. — 236, [2] с.; 17 см. — (Серия «Кафедра»). — ISBN 978-5-7533-0159-8
- Когда Небо становится ближе. О чудесах и суевериях, о грехах и праздниках. — М.: Издательский Совет Русской Православной Церкви, 2007 г. — 112 с. — ISBN 978-5-94625-218-8
- Культурология православия: готова ли школа к новому предмету. — М.: Грифон, 2007. — 269 с. — ISBN 978-5-98862-040-2
- Мои ошибки. — Красноярск: [КаСС], 2008. — 92 с.
- Почему христиане не боятся порчи. — М.: Издательский совет РПЦ, 2008.
- Перестройка в Церковь. Эскиз семинарского учебника миссиологии. Центр библейско-патрологических исследований при Отделе по делам молодёжи Русской Православной Церкви, 2009. — 512 с. — ISBN 978-5-85271-343-8
  - Перестройка в Церковь. — Москва: Никея, 2011. — 223 с. — (Разговор со своими). — ISBN 978-5-91761-091-7
- Миссионерский кризис Православия. — Москва: Никея, 2010. — 299 с. — ISBN 978-5-91761-023-8
- Основы православной культуры. Учебное пособие для 4-5 классов. — М.: Просвещение, 2010.
- Основы религиозных культур и светской этики. Основы православной культуры. 4-5 классы: учебное пособие для общеобразовательных учреждений. — М.: Просвещение, 2010. — 95 с.: цв. ил.; 26 см. — ISBN 978-5-09-024063-5
- Рок-проповеди. — М.: Никея, 2010. — 16 с. — ISBN 978-5-91761-014-6
- Агрессивное миссионерство. — Москва: Никея, 2011. — 205 с. — (Разговор со своими). — ISBN 978-5-91761-094-8
- Беседы в семинарии. — Москва: Никея, 2011. — 271 с. — (Разговор со своими). — ISBN 978-5-91761-093-1
- За семинарскими стенами. — Москва: Никея, 2011. — 223 с. — (Разговор со своими). — ISBN 978-5-91761-090-0
- Православие: точки роста. — Москва: Никея, 2011. — 207 с. — (Разговор со своими). — ISBN 978-5-91761-092-4
- Поднять Россию с колен!: записки православного миссионера. — М.: Алгоритм, 2014. — 207 с. (Как Путину обустроить Россию). — ISBN 978-5-4438-0652-5
- Легенды и мифы древней Греции. Боги Олимпа. — М.: Проспект, 2017. — 32 с. — ISBN 978-5-392-24240-5 (соавтор: Н. А. Макарова)
- Основы православной культуры в школе: для чего и как? Пособие для родителей и учителей. — М.: Проспект, 2017. — ISBN 978-5-392-21565-2.
  - Основы православной культуры в школе: для чего и как?: пособие для учителей и родителей. — Москва: Проспект, 2018. — 270 с. — ISBN 978-5-392-26398-1 — 1000 экз.
- Женские вопросы к Церкви. — М.: Проспект, 2017. — 304 с. — ISBN 978-5-9988-0452-6
  - Женские вопросы к церкви. — Москва: Проспект, 2018. — 300 с. — ISBN 978-5-9988-0481-6. — 1000 экз.
  - Женские вопросы к церкви. — Москва: Проспект, 2021. — 300 с. — ISBN 978-5-9988-1277-4. — 1000 экз.
- Византия против СССР. Война фантомных империй за церковь Украины. — М.: Проспект, 2020. — 960 с. — ISBN 978-5-392-31800-1.
- Парадоксы церковного права. — М.: Проспект, 2022. — 819 с. — ISBN 978-5-6047147-3-7 — 3000 экз.
- Земное в церкви. — М.: Блок-Принт, 2023. — 296 с. — ISBN 978-5-6049779-8-9 — 1000 экз.
- Мифология русских войн: в 2-х т. (только электронная версия)
  - Мифология русских войн. Том I. — BAbook, 2024. — 811 с.[147]
  - Мифология русских войн. Том I. — BAbook, 2024. — 918 с.[148]

### Статьи
Научные
- Кураев А. В. Традиция. Церковь. Человек // Путь. Международный философский журнал. — 1992. — № 2. — С. 183—202.
- Кураев А. В. Догмат и ересь в христианском предании // Вопросы философии. — 1994. — № 9.
- Кураев А. В., Кураев В. И. Религиозная вера и рациональность. Архивировано из оригинала 9 августа 2011 года. // Исторические типы рациональности / Отв. ред. В. А. Лекторский. — Т. 1. — М.: ИФ РАН, 1995. — 350 с. — ISBN 5-201-01891-2 — С. 74—95.
- Кураев А. В. О вере и знании — без антиномии // Вопросы философии. — 1992. — № 7 — С. 45—63.
- Кураев А. В. Пантеизм и монотеизм // Вопросы философии. — 1996. — № 6. — С. 36—53.
- Кураев А. В. Библия // Человек. Философско-энциклопедический словарь / Под ред. И. Т. Фролова. — М.: Наука, 2000. — С. 48.
- Кураев А. В. Заповедь // Человек. Философско-энциклопедический словарь / Под ред. И. Т. Фролова. — М.: Наука, 2000. — С. 128—129.
- Кураев А. В. Праздность // Человек. Философско-энциклопедический словарь / Под ред. И. Т. Фролова. — М.: Наука, 2000. — С. 267.

журнал «Альфа и Омега»
- Кураев Андрей, диак. «Нищие духом» // Альфа и Омега. — 1994. — № 1.
- Кураев Андрей, диак. Размышления о первой главе книги Бытия // Альфа и Омега. — 1994. — № 3.
- Кураев Андрей, диак. Размышления о первой главе Книги Бытия (окончание) // Альфа и Омега. — 1995. — № 4.
- Кураев Андрей, диак. Заповеди Эдема // Альфа и Омега. — 1995. — № 5.
- Кураев Андрей, диак. «И отделил Бог…» (Мотив разделения в Библии) // Альфа и Омега. — 1995. — № 6.
- Кураев Андрей, диак. О нашем поражении // Альфа и Омега. — 1995. — № 7.
- Кураев Андрей, диак. Таинство искупления // Альфа и Омега. — 1996. — № 8.
- Кураев Андрей, диак. Мужчина и женщина в книге Бытия // Альфа и Омега. — 1996. — № 9.
- Кураев Андрей, диак. После «Херувимской» // Альфа и Омега. — 1996. — № 11.
- Кураев Андрей, диак. Полемичность Шестоднева // Альфа и Омега. — 1997. — № 12.

газета «Известия»
- Кураев Андрей, диак. Как бороться с терроризмом без спецназа // Известия, 13.11.2002.
- Кураев Андрей, диак. Незнакомый патриарх, или Чему нас учит история храма Христа Спасителя. Архивировано из [www.izvestia.ru/obshestvo/article3124663/ оригинала] 4 сентября 2012 года. // Известия, 26.01.2009.

«Российская газета»
- Кураев Андрей, диак. Украинское деление — кому это нужно? //Российская газета (федеральный выпуск), 24.03.2006.

Журнал «Коммерсантъ Власть»
- Кураев Андрей, протодиак. Мир Церкви — это мир людей // Коммерсантъ Власть. — 2011. — № 30.

журнал «Профиль»
- Кураев Андрей, диак. Абхазский узел церковной политики // Профиль. — 2008. — № 47.

«Церковь и время»
- Кураев Андрей, диак. Канонизация царской семьи: за и против // Церковь и время. — 1998. — № 7.
- Кураев Андрей, диак. Традиции и перемены в социальной этике Православия // Церковь и время. — 2003. — № 25.
- Кураев Андрей, диак. О пути не-монашеском // Церковь и время. — 2004. — № 28.

журнал «Эксперт»
- Кураев Андрей, диак. Православие и дух капитализма. Архивировано 24 декабря 2019 года. // Эксперт, 29.08.2005.

Прочие издания
- Кураев Андрей, диакон. Закон Божий и «Хроники Нарнии» // Льюис К. С. Хроники Нарнии. Письма детям. Статьи о Нарнии. Архивировано из оригинала 27 сентября 2013 года. / Пер. [с англ.]: О. Б. Бухина, Г. А. Островская, Н. Л. Трауберг, Т. А. Шапошникова, Е. Доброхотова-Майкова, Н. Будина. Предисловие: С. Л. Кошелев. Послесловие: диакон А. Кураев. — М.: СП «Космополис», 1991. — 688 с.
- Кураев Андрей, диак. «Спор двух академий» // Патриархия.ru, 30.07.2007.
- Иустин (Попович). Православная церковь и экуменизм / Архим. Иустин Попович; Послесл. диак. А. Кураева. — М.: Изд-во Моск. подворья Свято-Троиц. Сергиевой лавры, 1997. — 244,[1] с.: ил.; 20 см. — ISBN 5-7789-0019-8: Б. ц.
- Бэггет, Дэвид. Философия Гарри Поттера: если бы Аристотель учился в Хогвартсе; [пер. с англ.] / Дэвид Бэггет, Шон Э. Клейн; [послесл. диак. А. Кураева]. — СПб.: Амфора, 2005. (ГИПК Лениздат). — 430, [1] с.; 21 см. — (Новая эврика). — ISBN 5-94278-892-8 (рус.)

### Лекции
- Почему эльфы не строили храмы? — лекция, прочитанная 23 февраля 2012 года в рамках встречи православного молодёжного клуба «Донской» при Донском монастыре и Московском финансово-юридическом университете.

### Интервью, комментарии, беседы
- «Я ещё слишком имперский человек…» Архивировано 18 января 2020 года. (интервью православному порталу Правая.ru)
- Срыв курса светской этики может быть заранее продуманной партитурой (комментарий порталу Православие и мир)
- Юлия Храмова. Дьякон Андрей Кураев: «Мы даже не умеем молиться» (недоступная ссылка — история).//«Аргументы и факты в Кузбассе», выпуск 13 (541) от 29 марта 2007 г.
- Игорь Гребцов. 7 вопросов Андрею Кураеву, диакону//Русский репортёр. № 1—2 (80—81), 22 января 2009
- Онлайн конференция Андрей Кураев о вере, церкви, миссионерстве// Аргументы и Факты On-Line, 09.02.2009 г.
- «Молитва против совести становится пародией». Отец Андрей Кураев — о церковном суде и товарищах офицерах в рясах. Новая Газета (19 января 2024).

«Российская газета»
- Татьяна Владыкина. Заложники клипового мышления//«Российская газета» (Федеральный выпуск) № 3474 от 13 мая 2004 г.
- Елена Яковлева. Рок-проповедь//«Российская газета» (Неделя) № 3533 от 23 июля 2004 г.
- Небо выше, чем кажется//«Российская газета» (Черноземье) № 3615 от 28 октября 2004 г.
- Татьяна Владыкина. Как правильно отмечать Пасху//«Российская газета» (Федеральный выпуск) № 3760 от 30 апреля 2005 г.
- Константин Волков. Диакон Андрей Кураев: «Атеизм как таковой — это просто отрицание чужой святыни»//«Итоги», 25 ноября 2005 г.
- Диакон Андрей Кураев признался, что от сериала «Мастер и Маргарита» он ожидал большего. (Опубликовано на сайте «Российской Газеты» 21 декабря 2005 г.)
- Елена Яковлева. Плюс 300 приходов//«Российская газета» (Федеральный выпуск) № 4365 от 17 мая 2007 г.
- Александр Емельяненков, Елена Яковлева. Код да истины//«Российская газета» (Федеральный выпуск) № 4433 от 7 августа 2007 г.
- Елена Яковлева. Соблазненные концом света//«Российская газета» (Центральный выпуск) № 4522 от 20 ноября 2007 г.
- Елена Яковлева. Грабовые III века//«Российская газета» (Центральный выпуск) № 4579 от 4 февраля 2008 г.
- Елена Яковлева. В овраге нет жизни//«Российская газета» (Центральный выпуск) № 4662 от 19 мая 2008 г.
- Елена Яковлева. Трудно быть епископом//«Российская газета» (Федеральный выпуск) № 4695 от 28 июня 2008 г.
- Александра Радова, Елена Яковлева. Вера и война//«Российская газета» (Федеральный выпуск) № 4737 от 27 августа 2008 г.
- Елена Яковлева. Удочка, а не рыба//«Российская газета» (Центральный выпуск) № 5076 от 29 декабря 2009 г.
- Елена Яковлева. Кто-то там наверху любит меня//«Российская газета» (Федеральный выпуск) № 5093 от 26 января 2010 г.
- Елена Яковлева. Год Патриарха//«Российская газета» (Неделя) № 5102 от 4 февраля 2010 г.
- Борислав Козловский. 7 вопросов Андрею Кураеву, протодиакону//Русский репортёр. № 5 (133), 11 февраля 2010

газета «Молодой ленинец»
- Андрей Кураев одобрил действия сектоборца из Пензы. Архивировано из оригинала 1 августа 2014 года.//Молодой ленинец, 31 марта 2010

Эксперт
- Программа «Угол зрения» с Александром Приваловым на «Эксперт-ТВ» — тема «Религия для школьников». Архивировано из оригинала 9 апреля 2010 года. (6 апреля 2010 г.) Видео. Архивировано из оригинала 9 июня 2010 года.

Русская линия
- Андрей Кураев: На фига нам такой Нафигулла//ПИА «Русская линия», 16.08.2007
- Интервью А. Кураева Александру Никонову

В мире строительства (журнал)
- В. В. Лихварь. О церковной проповеди в современном мире. Архивировано 4 марта 2016 года. (интервью с о. Андреем Кураевым) // Всё о мире строительства, № 12/2010-01/2011
- Асмат Авидзба. Диакон Андрей Кураев: «Моя задача — помогать Абхазской церкви по мере сил» (недоступная ссылка — история). // Официальный сайт Партии экономического развития Абхазии, 01.03.2011

газета «День за днём»
- Николай Караев. Андрей Кураев: «У Христа в руках мы видим меч»//Газета «День за днём», 19.06.2009 г.

«Наша газета» (Казахстан)
- Станислав Киселёв. «Попы разные нужны, попы разные важны» // газета «Время» — для «Нашей газета» № 41 (498) Четверг, 13 октября 2011 года; газета «Вечерний Северодвинск»
- Ильдар Хабибуллин. Андрей Кураев: «Конец света настанет, когда „Дом-2“ станут показывать по „Культуре“» // «Вечерний Северодвинск», от 27 октября 2011 г.

Laowaicast
«Андрей Кураев в Китае» // подкаст «Лаовайкаст» № 125, 29 ноября 2012 года.
Телеканал TV Молдова 1, Республика Молдова
Передача «Лумина Адевэрулуй» (Свет Истины), автор православный журналист Юлиан Прока O преподавании религии в школе. 2010 год

## Фильмы об Андрее Кураеве
- «48 часов из жизни диакона Андрея Кураева», 30 мин., студия «Свет», Тула, 2009.]
- Андрей Кураев. Прямая речь,  фильм Виктора Тихомирова в рамках проекта ABC PROJECTS, СПб, 2016.  Трейлер
- Andriej Kurajew. Mowa niezależna (пол.)
- Кураев.doc (Протодиакон Андрей Кураев – о лишении сана, Патриархе Кирилле, изгнании из духовной академии) // RT Россия, 15.02.2021